# Santovenia de la Valdoncina
Santovenia de la Valdoncina – gmina w Hiszpanii, w prowincji León, w Kastylii i León, o powierzchni 30,27 km². W 2011 roku gmina liczyła 1987 mieszkańców.